# Безпека в останню чергу!
«Безпека в останню чергу!» (англ. Safety Last!) — американська кінокомедія режисера Фреда С. Ньюмейєра 1923 року.

## Сюжет
Дія фільму відбувається в 1920-і роки. Головний герой — амбітний молодий чоловік, спраглий зробити кар'єру. Він їде до великого міста й влаштовується на роботу продавцем в універмазі. Але своїй коханій, яка чекає, доки він досягне успіху, щоб переїхати жити до нього, наш герой пише листи, в яких приховує факт відсутності просування кар'єрними сходами.
Раптово дівчина приїжджає до міста й приходить в універмаг, де працює її наречений. Водночас герою нарешті випадає шанс проявити себе. Зовсім скоро настане його зоряний час!

## У ролях
- Гарольд Ллойд — хлопець
- Мілдред Девіс — дівчина
- Білл Стротер — приятель
- Ной Янг — законник
- Весткотт Кларк — адміністратор універмагу

## Цікаві факти
- Фрагмент, в якому Гарольд Ллойд висить на стрілках годинника, використовувався на початку фільму «Здрастуйте, я ваша тітка!», а також у фільмі «Хранитель часу».
- Посиланням на цей фрагмент є й сцена з художнього фільму «Назад у майбутнє», в якій Емметт Браун висить на стрілці годинника в Хілл-Веллі в 1955 році перед грозою.
- Один із найвідоміших трюків у акторській кар'єрі Джекі Чана — падіння зі стрілок годинникової вежі у фільмі «Проєкт А». Падіння було справжнім і під час зйомки одного з дублів актор зазнав серйозних травм.